# 2lor en moi?
2lor en moi? è un album in studio della cantante francese Lorie, pubblicato nel 2007.

## Tracce
1. 2lor en moi – 3:51
2. Je vais vite – 3:31
3. Play – 3:30
4. On ne grandit vraiment jamais – 3:46
5. L'accalmie – 3:49
6. Avance encore – 3:02
7. Le bonheur à tout prix! – 3:33
8. 1 garçon – 3:29
9. Pas un ange – 3:22
10. L'amour autrement – 3:35
11. La reine – 3:38
12. Loin des yeux – 4:37